# Oxypteron palmoni
Oxypteron palmoni is een vlinder uit de familie bladrollers (Tortricidae). De wetenschappelijke naam is voor het eerst geldig gepubliceerd in 1940 door Amsel.
De soort komt voor in Europa.